# 트랜스네프트
공동주식회사 트랜스네프트(러시아어: Публичное акционерное общество «Транснефть»)는 러시아 모스크바에 본사를 두고 있는 국영 송유관 회사이다. 트랜스네프트는 70,000 km 이상의 간선 파이프라인을 가동하고 있으며, 러시아에서 생산되는 석유의 80%, 그 가공된 석유 제품의 30%를 수송한다.

## 같이 보기
- 2007년 러시아-벨라루스 에너지 분쟁